# Імерсійний метод
Імерсійний метод (рос. иммерсионный метод, англ. immersion method; нім. Immersionsmethode f) — визначення показників заломлення (n) найдрібніших (до 0,001-0,002 мм) прозорих зерен твердих тіл під поляризаційним мікроскопом. 

Окси-плівка на вугільних зернах. Аншліф.

При таких розмірах зерен прозорими виявляються більшість мінералів. Визначення ведеться порівнянням показника заломлення зерна з показником заломлення стандартної рідини, в яку воно занурене. У основі методу лежить утворення внаслідок явищ інтерференції і повного внутрішнього відбиття на межі двох речовин з різними показниками заломлення “смужки Бекке" — тоненької (бл. 0,001 мм) світлої смужки. 
У імерсійному методі застосовують набір рідин (до 100) з n від n води (1,33) до максимально можливих (2,06); найчастіше використовують рідини з n від 1,408 до 1,780. Занурюючи зерно послідовно в ряд рідин і порівнюючи їх, легко отримати положення, коли n однієї з рідин виявиться вищим, а сусідньої нижчим, ніж мінералу. У цьому разі n мінералу дорівнює півсумі показників заломлення цих двох рідин, а точність визначення — їх піврізниці. Для визначення речовин з низькими n використовують бромнафталін у суміші з вуглеводневими рідинами, з високими n — суміш йодистого метилену і бромнафталіну. Для речовин з ще більшим заломленням використовують прозорі імерсійні сплави (n до 2,6-2,7), напр. сірки з селеном. Високозаломлюючі рідини токсичні.